# Geschützter Landschaftsbestandteil Siepen mit Ufergehölzen
Der Geschützte Landschaftsbestandteil Siepen mit Ufergehölzen mit 0,99 Hektar (ha) Flächengröße liegt nördlich von Voßwinkel im Stadtgebiet von Arnsberg im Hochsauerlandkreis. Die Fläche wurde 1998 mit dem Landschaftsplan Arnsberg durch den Kreistag des Hochsauerlandkreises als Geschützter Landschaftsbestandteil (LB) mit dem Namen Geschützter Landschaftsbestandteil Siepen mit Ufergehölzen und verbrachendem Feuchtgrünland und einer Flächengröße von 1,02 ha erstmals ausgewiesen. 2021 wurde der LB bei der Neuaufstellung des Landschaftsplans verkleinert und neuem Namen erneut ausgewiesen. Der LB ist umgeben vom Landschaftsschutzgebiet Voßwinkeler Heide. Nur westlich grenzt direkt die Bebauung von Voßwinkel an.

## Beschreibung
Beim LB handelt es sich um ein Siepen.
Der Landschaftsplan führte 1998 zum Wert des LB aus: „Die feuchten Grünlandflächen, die Quellregion und der Graben haben lokale Bedeutung für Amphibien, Libellen und Wasserinsekten. Auf der Fläche wurden gefährdete Pflanzenarten nachgewiesen. Sie wird durch abgelagerten Bauschutt beeinträchtigt.“
Der Landschaftsplan führte 2021 bei der Neuaufstellung zum Wert des LB aus: „Die Grünlandflächen mit quelligen Zonen und dem streckenweise bewachsenem grabenartigen Siepenverlauf haben neben ihrer Artenschutzfunktion Bedeutung für die Belebung und Gliederung des Landschaftsbildes in der Ortsrandlage als Kontaktzone zwischen Bebauung und freier Landschaft.“
Als Gebot wurden festgesetzt, den im LB abgelagerten Bauschutt, Bodenaushub und andere Abfälle zu entfernen.

## Schutzgrund, Verbote und Gebote
Geschützte Landschaftsbestandteile haben laut Landschaftsplan eine besondere Funktion für die Gliederung und Belebung des Landschaftsbildes bzw. des umgebenden Offenlandes. Es kommt solchen Objekten in der Regel eine erhöhte Bedeutung als Bruthabitat für Hecken- und Gebüschbrüter zu. Laut Landschaftsplan sind Geschützte Landschaftsbestandteile im Plangebiet durch ihren eigenständigen Charakter deutlich von der sie umgebenden „normalen“ Wald- und Feld-Landschaft zu unterscheiden.
Wie bei allen LB ist es verboten, diese zu beschädigen, auszureißen, auszugraben oder Teile davon abzutrennen oder auf andere Weise in seinem Wachstum oder Erscheinungsbild zu beeinträchtigen. Unberührt ist jedoch die ordnungsgemäße Pflege eines LB.
Das LB soll laut Landschaftsplan „durch geeignete Pflegemaßnahmen erhalten werden, solange der dafür erforderliche Aufwand in Abwägung mit ihrer jeweiligen Bedeutung für Natur und Landschaft gerechtfertigt ist.“